# 金芝轩
金芝轩（1897年—1962年10月26日），原名体达，又名子显，浙江镇海人，中国近代实业家、社会活动家，中国民主促进会中央委员会常务委员，第二、三届全国政协委员。